# Born to Run (singolo)
Born to Run è una canzone del cantautore statunitense Bruce Springsteen, pubblicata nel 1975 come primo singolo tratto dall'album omonimo.
Il brano, che fu il primo successo di Springsteen entrando nella classifica dei singoli, è stato inserito alla posizione n°21 della classifica delle 500 migliori canzoni della storia stilata dalla rivista Rolling Stone.

## Classifiche
Born to Run fu il primo successo internazionale di Springsteen, benché almeno inizialmente ebbe poca risonanza al di fuori degli Stati Uniti. In America il singolo ricevette una massiccia programmazione radiofonica nelle stazioni radio rock, mentre relativamente poca nelle radio pop. Il singolo infatti raggiunse al suo massimo la posizione 23 della classifica Billboard Hot 100.

## Tracce
1. Born to Run - 4:31
2. Meeting Across the River - 3:18